# Фюво
Фюво (фр. Fuveau) — коммуна на юго-востоке Франции в регионе Прованс — Альпы — Лазурный Берег, департамент Буш-дю-Рон, округ Экс-ан-Прованс, кантон Тре.
Площадь коммуны — 30,02 км², население — 8653 человека (2006) с выраженной тенденцией к росту: 9369 человек (2012), плотность населения — 312,1 чел/км².

## Население
Население коммуны в 2011 году составляло 9350 человек, а в 2012 году — 9369 человек.
| 1962 | 1968 | 1975 | 1982 | 1990 | 1999 | 2005 | 2006 | 2010 | 2011 | 2012 |
| ---- | ---- | ---- | ---- | ---- | ---- | ---- | ---- | ---- | ---- | ---- |
| 2528 | 3028 | 3348 | 4029 | 6410 | 7507 | 8558 | 8653 | 9247 | 9350 | 9369 |

Динамика населения:

## Экономика
В 2010 году из 6228 человек трудоспособного возраста (от 15 до 64 лет) 4595 были экономически активными, 1633 — неактивными (показатель активности 73,8%, в 1999 году — 68,9%). Из 4595 активных трудоспособных жителей работали 4165 человек (2183 мужчины и 1982 женщины), 430 числились безработными (216 мужчин и 214 женщин). Среди 1633 трудоспособных неактивных граждан 625 были учениками либо студентами, 497 — пенсионерами, а ещё 511 — были неактивны в силу других причин.
На протяжении 2010 года в коммуне числилось 3466 облагаемых налогом домохозяйств, в которых проживало 9115,0 человек. При этом медиана доходов составила 22 тысячи 939 евро на одного налогоплательщика.

## Достопримечательности (фотогалерея)

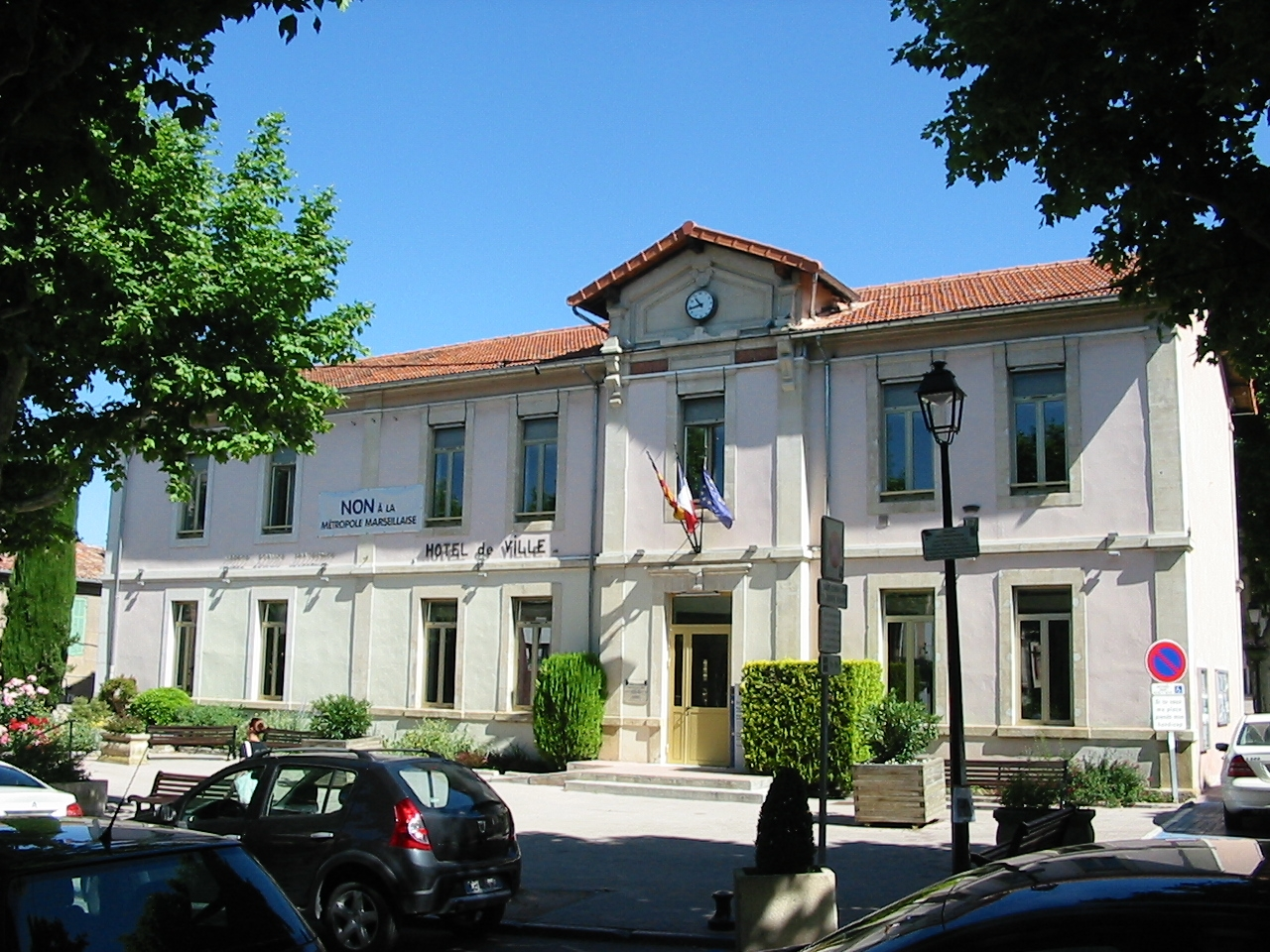
Здание мэрии
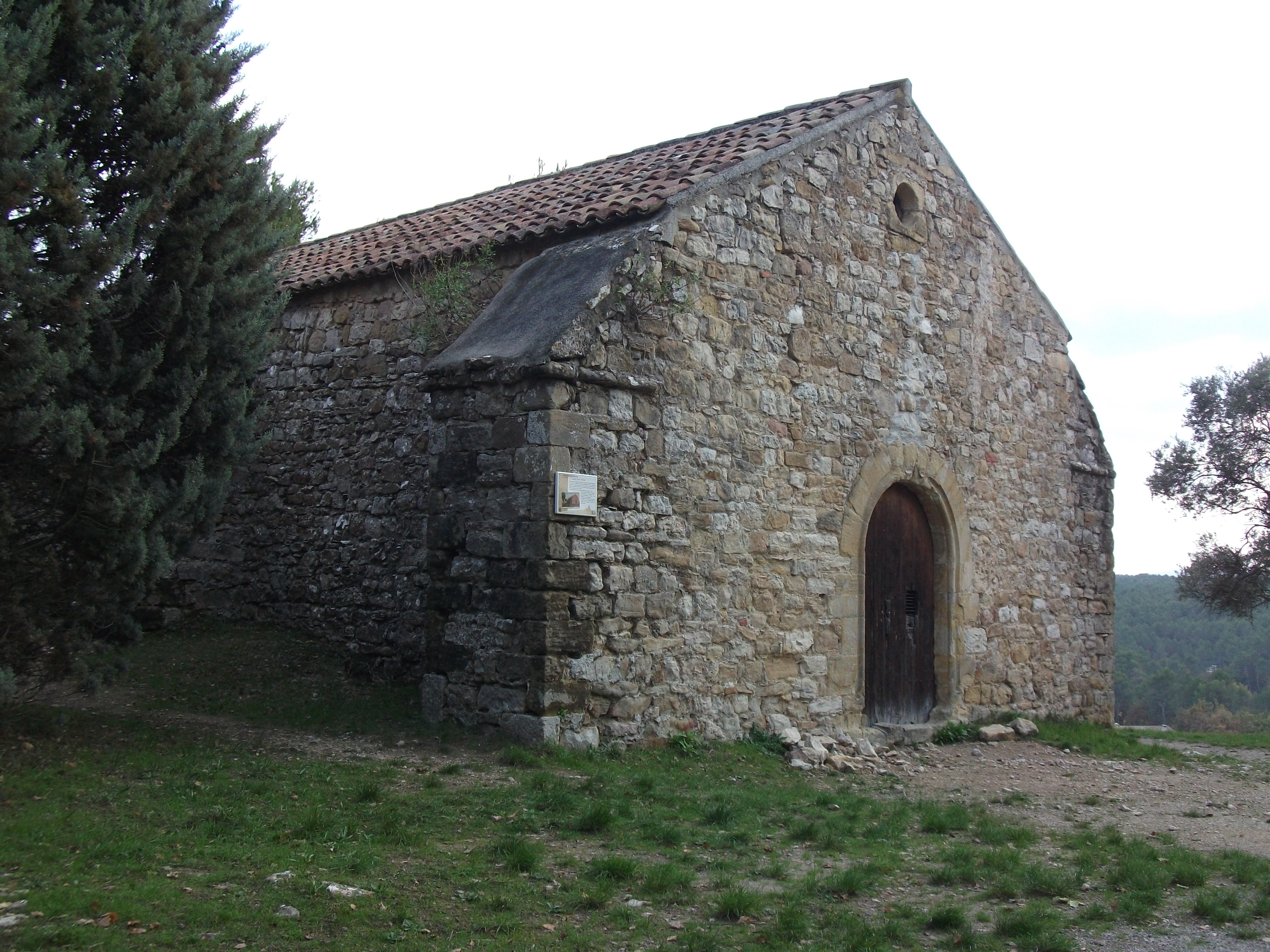
Часовня Сент Мишель
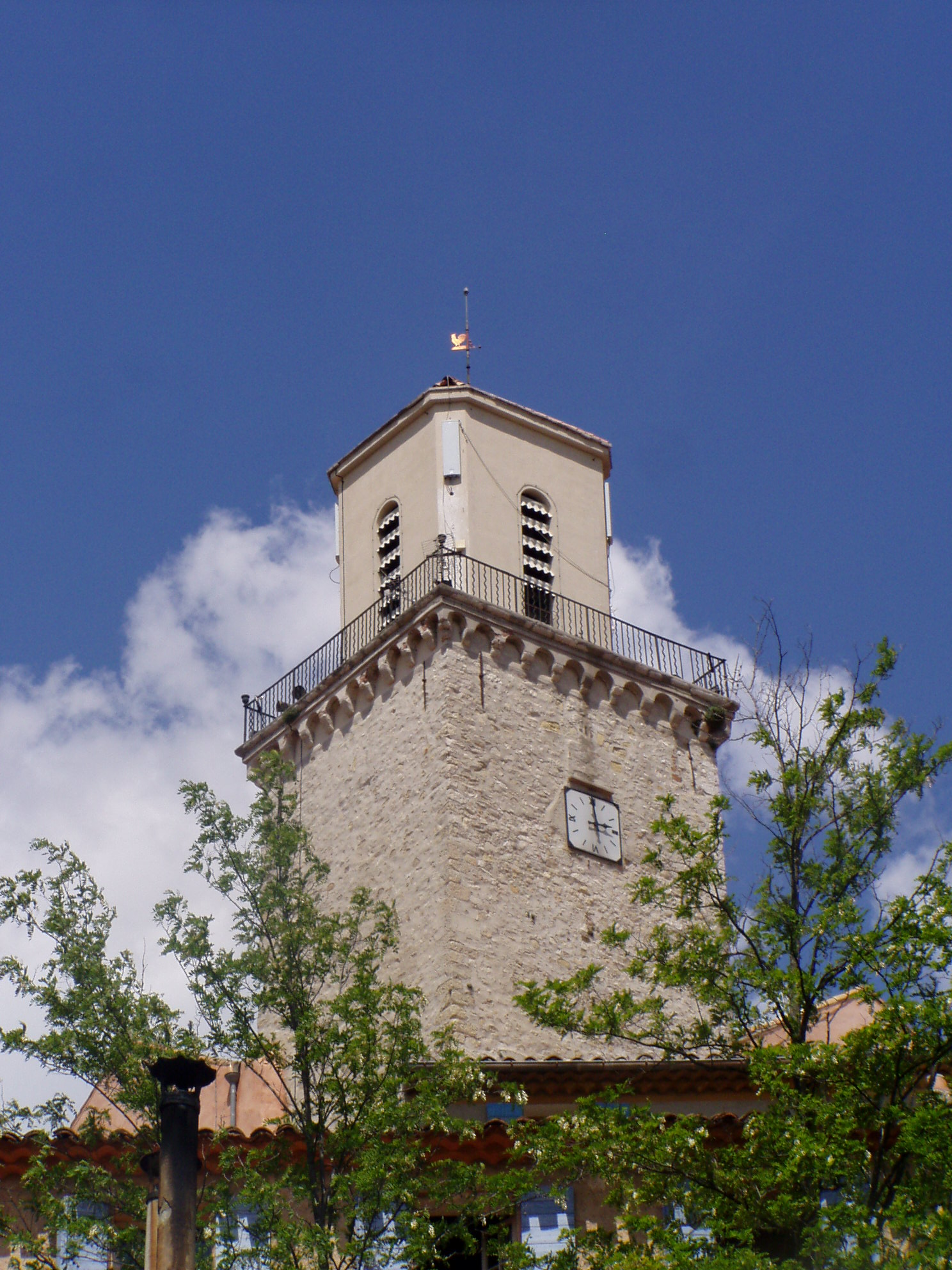
Колокольня